# Actu-Elles.info
Actu-elles est créé en mars 2015  par la féministe Aminata Pilimini Diallo,,, qui est la directrice de publication en même temps qu'une des reporters du journal.
Ce média  donne une audience à la femme guinéenne. Il soutient les luttes féministes  tout en gardant une ouverture sur la vie politique guinéenne et les affaires internationales. 

## Activités
L'événement École des jeunes filles, grandes dames de demain, initié en 2019 par la fondatrice  Aminata Pilimini Diallo,  regroupe par trimestre des femmes modèles de la Guinée notamment Mimiche Diabaté, Hawa Béavogui, Patricia Lamah, Massoud Barry pour partager leurs expériences avec des étudiantes et sortantes d’université ,,,.  

## Galerie

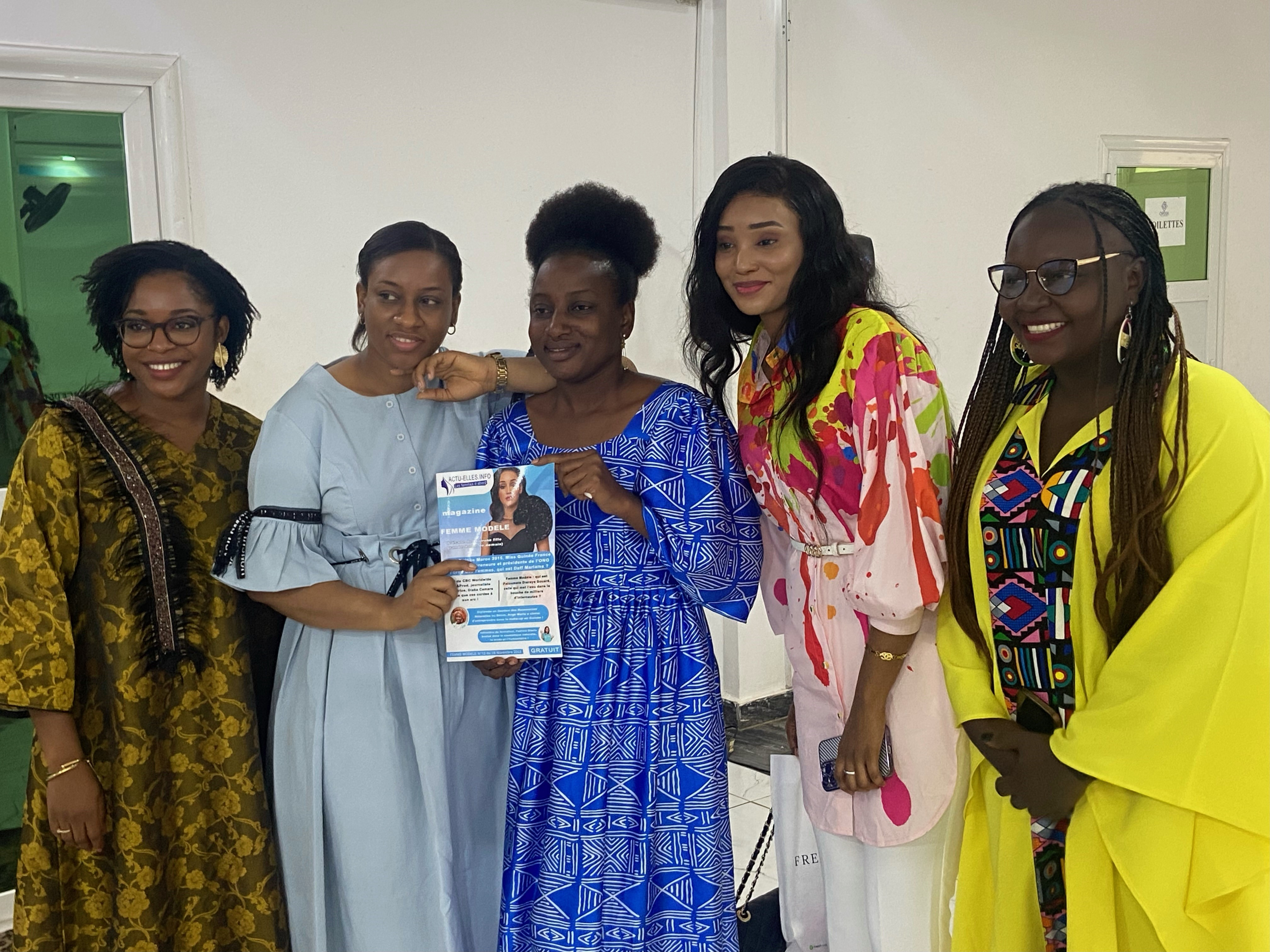
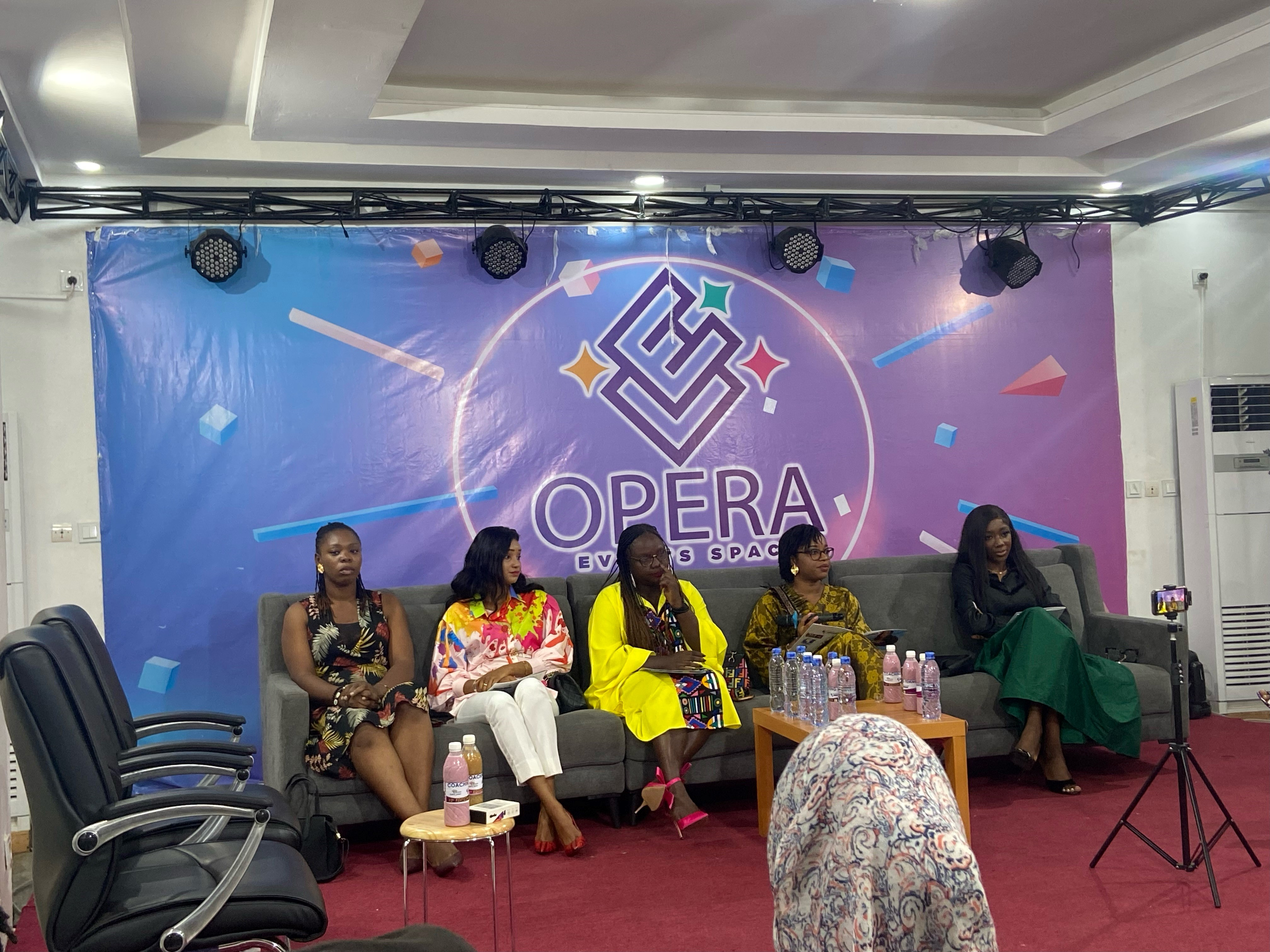
12ème édition des femmes modèles
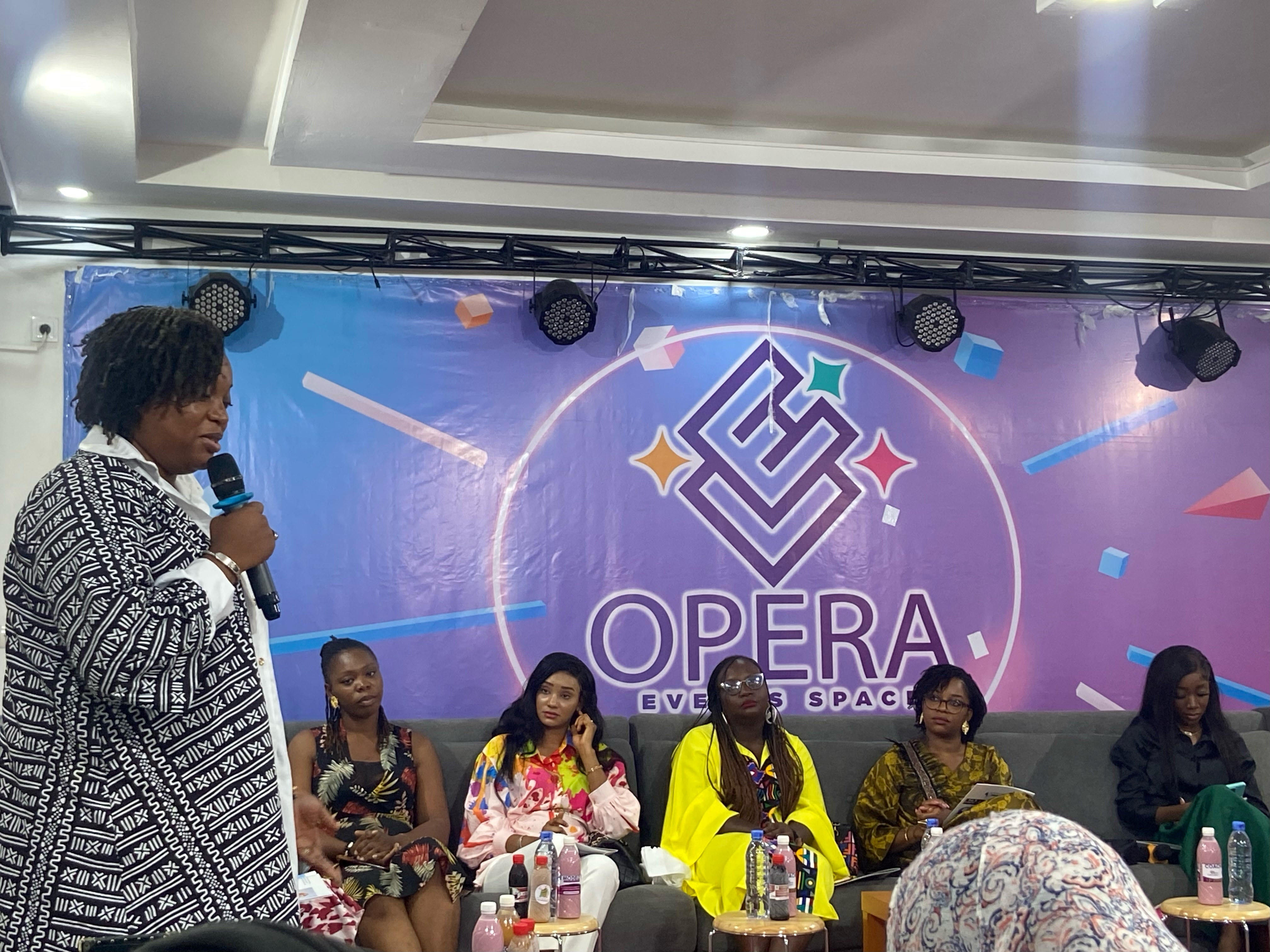